# Rio Mamanguape

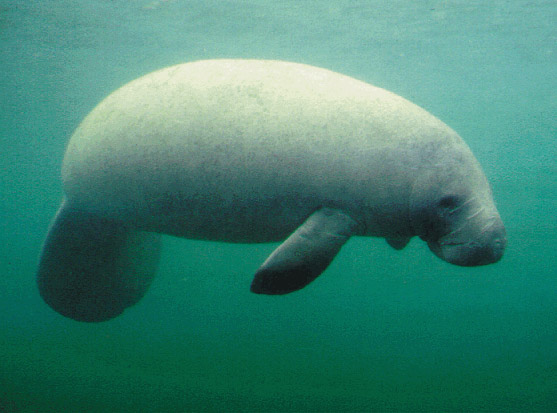
Peixe-boi-marinho, mamífero que frequenta a foz do rio.

O rio Mamanguape é um curso d'água cuja bacia banha o estado brasileiro da Paraíba, formando a segunda principal bacia do leste do estado (sendo a principal bacia do Nordeste estadual), após o rio Paraíba (entre ambas está a bacia do rio Miriri e seu belo maceió). Abriga importantes polos econômicos do interior paraibano e uma das zonas de maior densidade demográfica e de municípios. Suas águas têm como principais usos o abastecimento humano e animal, além de irrigação e pesca.
Em sua foz localiza-se a Área de Proteção Ambiental da Barra do Rio Mamanguape, importante área de preservação do ecossistema de manguezal e do peixe-boi-marinho. O rio já aparecia em mapas do século XVI, mesmo antes da ocupação portuguesa na área, quando era território potiguara visitado por franceses, que exploravam o pau-brasil da região. Por ser a principal bacia entre as duas mores do saliente central e setentrional concentra uma rede densa de condados com os principais dentre as duas sedes e bacias transitórias.

## Etimologia
Etimologicamente, segundo o historiador Eduardo Navarro, o termo deriva do tupi mamangûape, que significa «na enseada dos mamangás» (mamangá + kûá, enseada + pe, em). Mamangá é um termo que se refere a três espécies de arbustos: Cassia medica, Senna occidentalis e Senna quinquangulata.
Já de acordo com Elias Herckmans, em suas etimologias indígenas na Descrição Geral da Capitania da Paraíba, de 1639,, o termo provém de mamã-guaba-pe, que se traduz por «onde se reúne para beber», num bebedouro.

## Bacia hidrográfica

### Características gerais
O Mamanguape nasce na Lagoa Salgada, uma lagoa temporária situada a mais de quinhentos metros de altitude no Planalto da Borborema, em terras dos município de Pocinhos, Areial e Montadas. O rio então desce a Borborema até chegar à cidade de Alagoa Grande. A montante, o rio é temporário, mesmo recebendo águas de alguns riachos perenes dessa região, tornando-se perene apenas em seu médio curso. No fim de seu curso, o Mamanguape deságua numa foz do tipo funil entre os municípios de Rio Tinto e Marcação. Nessa área do litoral paraibano setentrional, denominada Barra do Mamanguape, há um projeto que visa a proteger o peixe-boi-marinho.
Em 2006, levantamento feito na avifauna do estuário revelou a ocorrência de 77 espécies de aves endêmicas ou migratórias. A foz do rio é também berçário do peixe-boi-marinho, apresentando ainda um importante e relativamente bem preservado ecossistema de manguezal.
Entre os acidentes geográficos em seu curso, destaca-se a cachoeira do Pinga.

### Canal Acauã–Araçagi
Considerada a porta de entrada das águas do rio São Francisco no estado, que chega via «Canal Leste», o Canal Acauã–Araçagi é uma obra de grande envergadura, orçada em 933 milhões de reais. A obra foi iniciada em outubro de 2012 e prevê-se que irrigará 16 mil hectares de terras agricultáveis. Tal obra foi considerada a maior obra hídrica dos últimos trinta anos na Paraíba, pois terá terá 112 km de extensão quando estiver concluído, e garantirá água para 500 mil habitantes de 35 cidades.
Acauã–Araçagi visa integrar as bacias hidrográficas da região litorânea paraibana a fim de aproveitar as águas vindas do São Francisco. Finda a construção, haverá conexão entre as bacias e sub-bacias do Paraíba, Camaratuba, Gurinhém, Miriri e Araçagi–Mamanguape.